# Прединастички Египат
Прединастички период Египта (до 3100. п. н. е.) је период који кулминира стварањем Старог краљевства, и првом од тридесет династија, на основу којих египтолози деле историју фараонског Египта. Овакву хронологију први је користио Манетон. Стари Египат је био подељен у номе (административне јединице) још пре прве династије. Постоје записи о прединастичким краљевима, као што је био Нармер. Прва ископавања са у којима су нађени остаци из овог периода су извршена у деветнаестом веку у Накади, Абидосу, Коптосу и Хијераконполису.

## Праисторија
Важно је знати да клима Египта није одувек била овако сува као данас, а ни река Нил није текла истим путем. Дејство реке доносило је ерозију страјих археолошких слојева, тако да су само малобројни трагови из праисторијског периода очувани. 

### Старији палеолит
Нађени су многи артефакти из овог периода, као на пример клинови ашелског типа, док људске кости из овог периода нису пронађене. 

### Средњи палеолит
Претпоставља се да су у Либијској пустињи постојала стална или сезонска језера, те да су становници тог времена напуштали области када би језера пресушила. Вераватно је око ових водених површина постојао богат биљни свет, али о томе нема материјалних доказа. Људи су се бавили ловом, а најчешће су ловили зечеве, биволе, носороге и жирафе. Налази из Содмеинске пећине код Кусеира (близу Црвеног мора) потврђују постојање влажних услова за време једне фазе средњег дела средњег палеолита. Овде су пронађени остаци који указују на постојање крупних сисара у то време (слонови, бивола). Како је временом клима постајала све сувља, људске заједнице су се ограничиле на долину Нила. За средњи палеолит се везује и за сада најстарији налаз људских остатака - тело детета откривено 1994. године, на Тарамси-1, близу храма Хатхор у Дендери, чија се старост процењу је на око 55 000 година.

### Млађи палеолит
Локалитети из овог периода су ретки. Најстарији локалитет, Назлет Катер-4, један је од најстаријих примера подземне експлоатације у свету. У ову фазу се сврстава и налазиште Шувихат-1, за које се претпоставља да је старо око 25 000 година. Овај локалитет је служио као бивак ловцима из тог времена.

### Позни палеолит
Пронађен је велики број локалитета из овог периода. Они припадају раздобљу између 21 000. и 12 000. године пре садашњости. Једно од значајних налазишта из овог периода је Вади Кубанија. Овде су људи сезонски боравили. У исхрани су користили разноврсне јестиве биљке. Човек се бавио и рибарењем, као и ловом на дивља говеда и газеле. Локалитет Е71К12 код Есне је заправо шупљина у дини. Ова се шупљина пунила подземним водама, и тако стварала језеро. Овде је човек ловио дивље животиње, које су бежале пред поплавом. У долини Нила је постојала стенска уметност. Један од најпознатијих примера је цртеж у Ел-Хошу, јужно од Едфуа, који приказује рибарске врше.

### Сахарска неолитска култура
Прва неолитска култура у Египту се јавила у Либијској пустињи. Међутим, ова култура се сматра неолитском само на основу доказа о постојању сточарства, док нема потврде о постојању земљорадње. Неки аутори тврде да, с обзиром да има керамике, а нема земљорадње, ову културу треба назвати керамичком а не неолитском. Овај период се може поделити на рани неолит (8800—6800. п. н. е.) средњи неолит (6500—5100. п. н. е.) и позни неолит (5100—4700. п. н. е.). С обзиром да су пронађене кости говеда, претпоставља се да је човек већ гајио домаће животиње, јер је клима била таква да би ове животиње тешко преживеле у пустињским условима без помоћи човека. Животиње нису држане ради меса, него првенствено ради млека. Људи су ловили дивљач (зеца и газелу). На свим ранонеолитским локалитетима су пронађени фрагменти керамике. Облици су једноставни, али су посуде пажљиво израђене и украшене. Локалитет Е-75-6 спада у једно од најзанимљивијих налазишта из ранонеолитског периода. Ту су постојали велики резервоари подземних вода, до којих се у сушним периодима могло стићи копањем бунара. На овом локалитету пронађено је неколико низова колиба. У средњем неолиту долази до промене у технологији израде камена. После 4900. п. н. е. пустиња је постајала све непогоднија за живот због промене климе.

### Епипалеолит у долини Нила
Епипалеолитски локалитети су најчешће прекривени речним наносима, тако да их није откривен велики број. То су пре свега елкабска и карунска култура. У Елкабу је откривено неколико мањих локалитета. Рибарење је напредовало у односу на ранији период, тако да су сада коришћени стабилнији чамци, којима се могло рибарити и на Нилу. Припадници ове културе су били ловци и рибари, који су током влажног летњег периода боравили у пустињи. Карунска култура се назива и култура Фајум Б. Њени остаци су регистровани у близини Фајумског језера. Овдње се човек бавио рибарењем, ловом и сакупљањем плодова. За сада је пронађен само један гроб из ове фазе. То је тело жене у благо згрченом положају, окренуто главом према истоку, лицем према југу. 

### Неолит у долини Нила
Локалитет у Ел-Тарифу је извор података о тарифској култури. Овде нема доказа о постојању земљорадње нити узгоја животиња. Фајумска култура је други назив за културу Фајум А и у њој први пут у Египту земљорадња постаје основни облик делатности. У околини некадашњг Фајумског језера пронађено је преко 100 силоса дубине око пола метра. Једно од најначајнијих налазишта из овог периода је Меримде Бени Салами, које се налази на југозападном делу делте Нила. Оно одговара периоду од 5000. до 4100. п. н. е.

### Бадарска култура
Бадарска култура садржи најстарије доказе о постојању замљорадње у Египту. Пронађени гробови су често с асуром простртом под телом. Тела су окренута главом према југу, лицем ка западу. Према садржају гробова, и податку да су богатији гробови издвојени у једном делу, може се основано тврдити да је у бадарској култури дошло до друштвеног раслојавања. У бадарским гробовима су пронађене фигуре од глине, слоноваче или кљова нилског коња. Што се тиче керамике, она је израђивана од муља из реке Нил, најчешће са карактеристичним чешљастим орнаментом - по глиненој површини је прво превлачен чешаљ, а потом је глачана.

## Накадско доба
Накадско доба је име добило по локалитету Накада, на коме је Флиндерс Питри 1892. године открио велико налазиште. Питри је покушао да утврди хронологију догађаја, користећи облик и украсе на керамици која је пронађена. На тај начин, поделио је догађаје у три периода: амрашка култура (Накада I), герзишка култура (Накада II) и Накада III.

### Накада I
Знање о овој фази углавном потиче од предмета нађених у гробовима. Амрашка култура је слична старијој бадарској култури, иако се грнчарија у ове две културе ипак разликује. На грнчарији амрашке културе приказане су најчешће животиње и људи, као и различити флорални мотиви. Људи на керамици су најчешће у лову. Начин представљања људи, као и украси на грнчарији представљају претечу украса који ће се јавити касније, у фараонском Египту. Гробови указују на друштвену разноврсност и друштво у ком се већ назиру зачеци фараонске цивилизације. Људи су гајили овце, козе, говеда и свиње, а ловили газеле и рибу. Бавили су се и земљорадњом (јечам, пшеница).

### Накада II
Долази до промена, а оне се пре свега огледају у ширењу на север и југ. Гробница 100 у Хијеранкополису једина је осликана гробница из прединастичког периода. У овој фази постоје већ компликовани погребни обреди - могуће је да је тело обавијано платненим тракама. Најчешћи мотиви фунералне декорације су барке. Река је, уопште, у животу тадашње цивилизације сигурно имала велики значај. Долази до напретка у обради камена, као и у изради предмета од бакра. 

### Маадски компекс
Маадски комплекс је релативно скоро пронађен. Налази се близу данашњег Каира. Ова култура је трајала од другог дела Накаде I до средине Накаде II. Грнчарија обухвата најчешће лоптасте посуде са уским вратом, ретко украшене. Трговина је постојала највероватније са горњим Египтом и Палестином. Гајене су домаће животиње. Гробови су скромнији у односу на накадску културу. Занимљив је локалитет Буто, који има седам слојева кроз које се могу пратити фазе преласка маадских култура у протодинастичку.